# هادی مهدوی‌کیا
هادی مهدوی‌کیا (زاده ۱۳۵۹ - تهران) بازیکن بازنشسته فوتبال ایرانی است. او در باشگاه‌های سایپا، پرسپولیس و هما سابقه بازی دارد. وی برادر مهدی مهدوی‌کیا بازیکن فوتبال است.

## دوران مربیگری
وی از سال ۱۳۹۴ شمسی با آکادمی کیا که مدیر عامل و بنیانگذار آن برادر بزرگ‌ترش مهدی مهدوی‌کیا است به عنوان مربی کار خود را آغاز کرد و در فصل ۱۳۹۵ لیگ برتر نونهالان به مقام قهرمانی با این تیم دست پیدا کرد و در سال‌های ۱۳۹۶ و ۱۳۹۷ باز هم قهرمانی را در لیگ برتر تهران و لیگ برتر کشور به‌دست‌آورد. او در سال دوم به عنوان مربی نوجوانان آکادمی کیا فعالیت کرد و در فصل ۹۷–۱۳۹۶ در لیگ برتر نوجوانان به مقام نایب قهرمانی با این تیم دست پیدا کرد. وی در فصل ۹۸–۹۷ نیز مربی نونهالان باشگاه کیا بودو با این تیم هم قهرمان تهران و هم قهرمان ایران شد.